# لودفيغ أشوف
كارل ألبرت لودفيغ أشوف (بالألمانية: Karl Albert Ludwig Aschoff)‏ ـ (10 يناير 1866 ـ 24 يونيو 1942) هو طبيب وعالم أمراض ألماني، يعد واحدًا من أهم علماء الأمراض في القرن العشرين، وأبرز عالم أمراض ألماني بعد رودولف فيرشو.

## حياته
ولد أشوف في مدينة برلين في بروسيا، ودرس الطب بجامعات بون وستراسبورغ وفورتسبورغ. عُين سنة 1901 أستاذًا لعلم الأمراض في جامعة غوتنغن، ثم انتقل سنة 1903 إلى جامعة ماربورغ ليرأس قسم التشريح المرضي بها. وفي سنة 1906 عُين أستاذًا بجامعة فرايبورغ، وهو المنصب الذي ظل فيه حتى وفاته سنة 1942.

## أبحاثه
اهتم أشوف بعلم أمراض القلب، واكتشف العقد التي تتكون في العضلة القلبية في مرضى الحمى الرثوية، وهي العقد التي سميت فيما بعد بأجسام أشوف. وقد جذبت شهرة أشوف التلاميذ من كافة بقاع الأرض، وكان منهم الياباني سوناو تاوارا، الذي شارك أشوف في اكتشاف ووصف العقدة الأذينية البطينية (عقدة أشوف-تاوارا).

## أسفاره
كثرت أسفار أشوف خارج ألمانيا، فزار إنجلترا وكندا واليابان والولايات المتحدة الأمريكية، وأسفرت هذه الأسفار عن علاقات بحثية عديدة مع من علماء تلك الدول. وترجع شعبية أشوف في اليابان إلى عمله المشترك مع تاوارا وإلى رحلته إلى اليابان سنة 1924. وفي أوائل القرن العشرين، كان رؤساء 23 معهدًا من 26 معهدًا يابانيًا لعلم الأمراض من تلاميذ أشوف.
شارك أحد أبناء أشوف ـ وهو يورغن أشوف ـ في وضع أسس علم الأحياء الزمني.

## روابط خارجية
- لودفيغ أشوف على موقع الموسوعة البريطانية (الإنجليزية)